# Carlos Ponck
Carlos dos Santos Rodrigues (Mindelo, 13 de enero de 1995), más conocido como Carlos Ponck, es un futbolista caboverdiano que juega de defensa en el Hapoel Be'er Sheva de la Liga Premier de Israel.

## Selección nacional
Es internacional con la selección de fútbol de Cabo Verde, con la que debutó el 28 de marzo de 2017 en un partido amistoso frente a la selección de fútbol de Luxemburgo.

## Clubes
| Club                             | País     | Año       |
| -------------------------------- | -------- | --------- |
| S. C. Farense                    | Portugal | 2014-2015 |
| S. L. Benfica "B"                | Portugal | 2015-2018 |
| F. C. Paços de Ferreira (cedido) | Portugal | 2016      |
| G. D. Chaves (cedido)            | Portugal | 2016-2017 |
| Desportivo Aves (cedido)         | Portugal | 2017-2018 |
| Desportivo Aves                  | Portugal | 2018-2019 |
| Estambul Başakşehir F. K.        | Turquía  | 2019-2022 |
| Çaykur Rizespor (cedido)         | Turquía  | 2022      |
| G. D. Chaves                     | Portugal | 2022-2023 |
| Moreirense F. C.                 | Portugal | 2023-2025 |
| Hapoel Be'er Sheva               | Israel   | 2025-     |

## Palmarés

### Títulos nacionales
| Título               | Club                      | País     | Año  |
| -------------------- | ------------------------- | -------- | ---- |
| Copa de Portugal     | Desportivo Aves           | Portugal | 2018 |
| Superliga de Turquía | Estambul Başakşehir F. K. | Turquía  | 2020 |
| Copa de Israel       | Hapoel Be'er Sheva        | Israel   | 2025 |